# Иван Христов (Ветрен)
Иван Христов Иванов е български революционер, деец на Вътрешната македонска революционна организация.

## Биография
Иван Христов е роден през 1883 година в царевоселското село Ветрен, тогава в Османската империя, днес в Северна Македония. Влиза във Вътрешната македоно-одринска революционна организация и в периода 1908 – 1912 година е презграничен куриер на организацията с четата на Мите Блатцалията. В 1914 година в сражение със сърби губи показалеца на едната си ръка. След Първата световна война, когато родният му край е върнат на Сърбия, в 1918 година се установява в Царството и участва във възстановяването на ВМРО и става четник на Евтим Полски. Участва в сраженията при Стамер, Царевоселско, където е ранен в коляното с куршум дум-дум.
На 2 март 1943 година, като жител на Тработивище, подава молба за българска народна пенсия. Молбата е одобрена и пенсията е отпусната от Министерския съвет на Царство България.